# Izrael Abraham Staffel

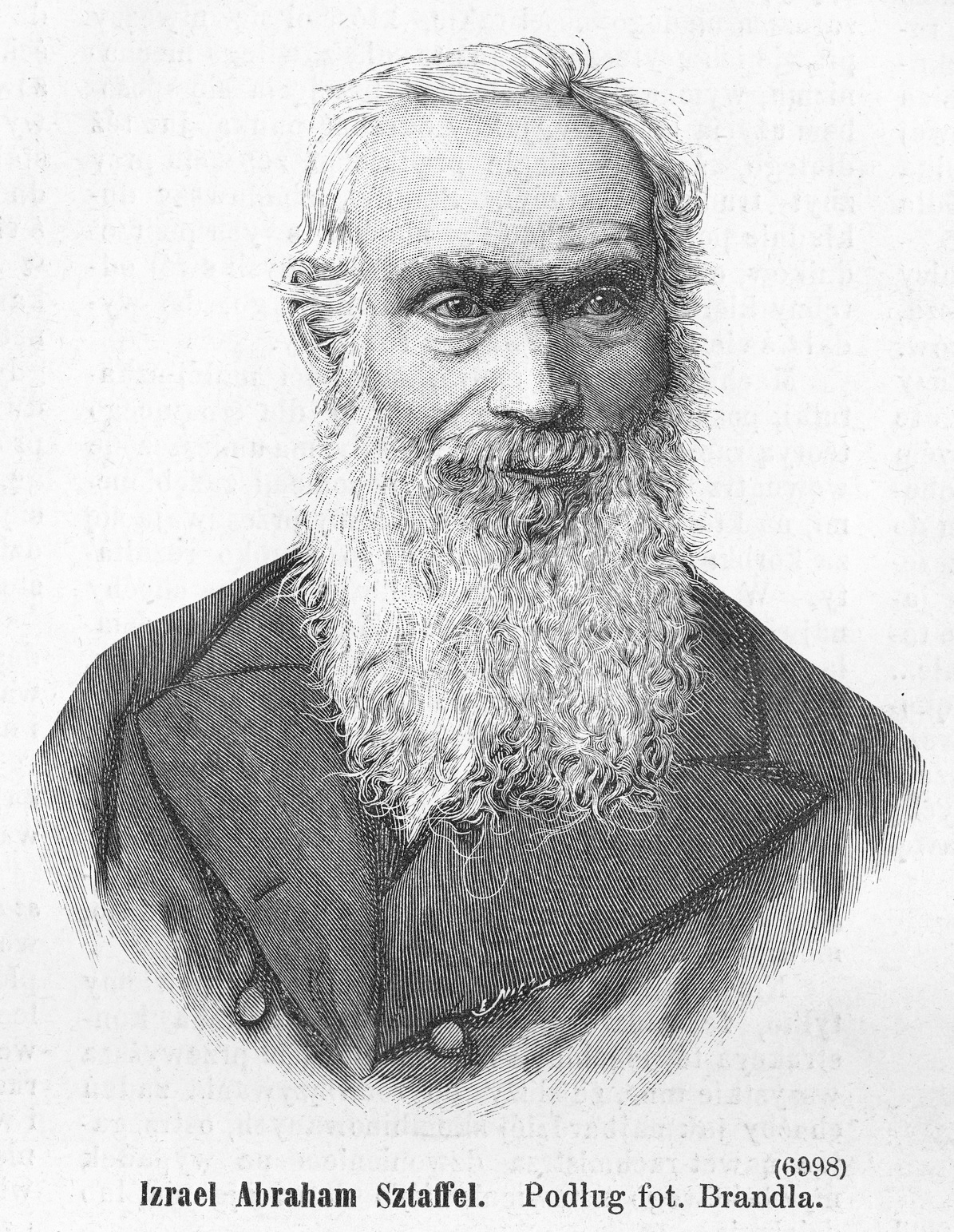
Izrael Abraham Staffel

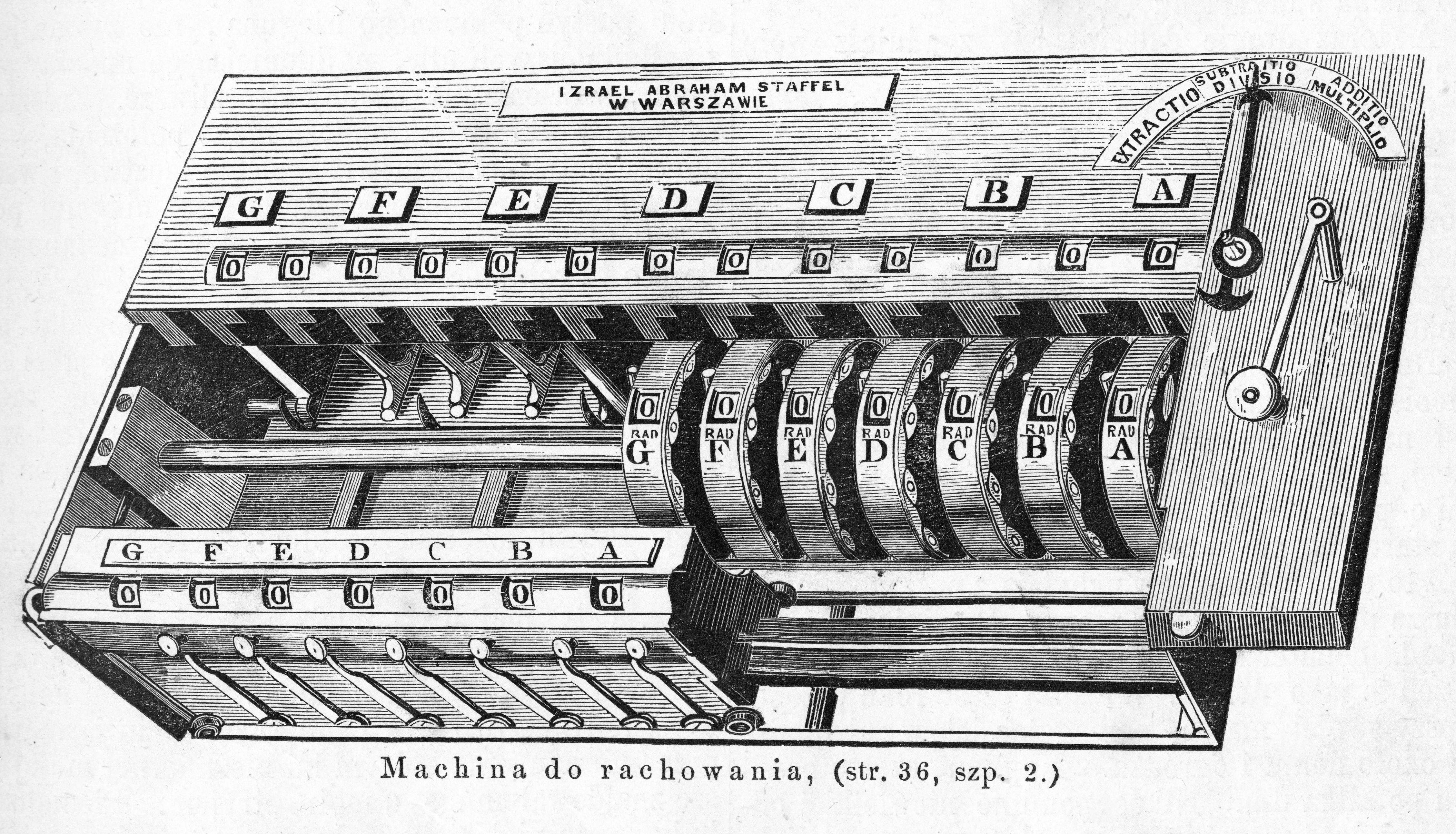
Maszyna licząca Staffela

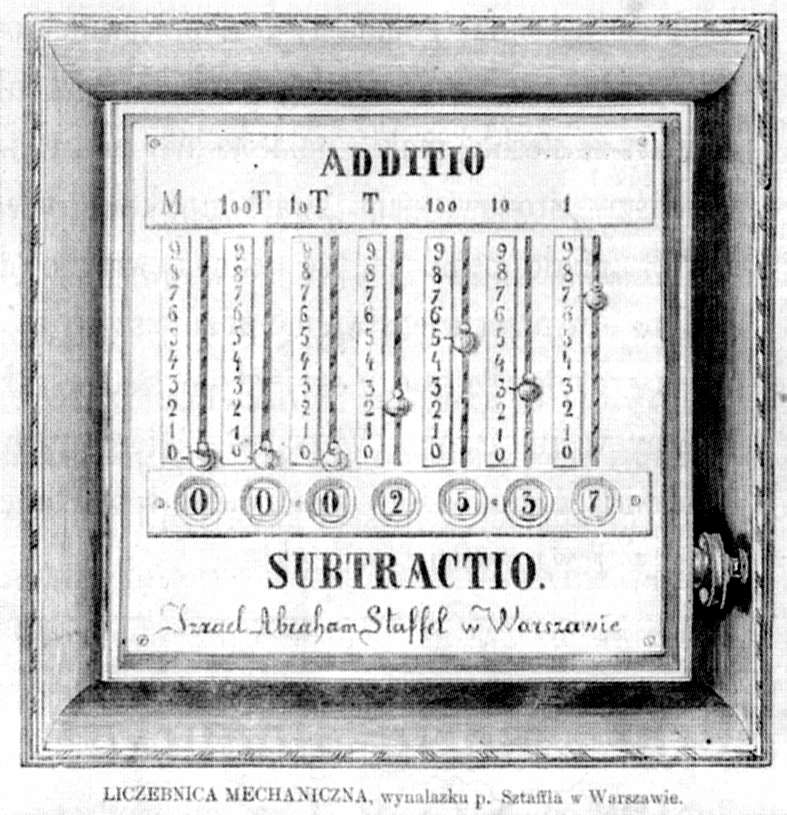
Liczebnica mechaniczna Staffela

Izrael Abraham Staffel (ur. 1814 w Warszawie, zm. 1884 tamże) – polski wynalazca pochodzenia żydowskiego, warszawski zegarmistrz, mechanik, twórca między innymi maszynki rachunkowej – arytmometru. Wynalazca wielu precyzyjnych mechanizmów, z których anemometr i probież aliaży (przyrząd do badania składu stopów metali szlachetnych w oparciu o prawo Archimedesa), znajdują się w zbiorach Muzeum Uniwersytetu Jagiellońskiego w Krakowie.

## Maszyna licząca Staffela
Najbardziej znany jego wynalazek to maszyna licząca Staffela, która wykonywała funkcje dodawania, odejmowania, mnożenia, dzielenia, podnoszenia do potęg i wyciągania pierwiastków kwadratowych. Był to typ maszyny walcowej złożonej z siedmiu zestawów walców wzajemnie sprzężonych.
Wykonana po 10 latach prac, została zaprezentowana na wystawie przemysłowej w Warszawie w 1845 roku, następnie w Cesarskiej Akademii Nauk w Petersburgu, gdzie uzyskała równie wysokie oceny jak w Warszawie. W 1851 roku pokazana na pierwszej wystawie międzynarodowej w Londynie, gdzie otrzymała medal.

## Inne wynalazki
Innym znanym wynalazkiem była liczebnica mechaniczna realizująca tylko dwa działania matematyczne – dodawanie i odejmowanie. Wykonana w postaci siedmiu walców z liczbami pozwalała na wykonywanie działań na liczbach od 0 do 9 000 000. W założeniu urządzenie miało wyprzeć popularne szczoty (czyli liczydła), lecz na skutek ceny, jak i czasu obsługi, nie przyniosło wynalazcy dochodu.